# Tanaecia subochrea
Tanaecia subochrea är en fjärilsart som beskrevs av Butler 1901. Tanaecia subochrea ingår i släktet Tanaecia och familjen praktfjärilar. Inga underarter finns listade i Catalogue of Life.